# Ẏ
Cette page contient des caractères spéciaux ou non latins. S’ils s’affichent mal (▯, ?, etc.), consultez la page d’aide Unicode.
Ẏ (minuscule : ẏ), appelé Y point suscrit, est une lettre additionnelle latine, utilisée dans certaines romanisations dont l’ISO 9 translittérant l’alphabet cyrillique, ou dans la translittération ISO 15919, ou dans certaines translittérations du prakrit.
Il s’agit de la lettre Y diacritée d’un point suscrit.

## Utilisation
Dans la romanisation ISO 15919 des écritures indiennes, dont la devanagari, l’écriture bengali, et l’écriture odia, le Y point suscrit ‹ ẏ › est utilisé pour représenter la consonne devanagari ẏa ‹ य़ ›, la consonne bengali ẏa ‹ য় › et consonne odia ẏa ‹ ୟ ›.

## Représentations informatiques
Le Y point suscrit peut être représente avec les caractères Unicode suivants :
- précomposé (latin étendu additionnel) :

| formes    | représentations | chaînes de caractères | points de code | descriptions                            |
| --------- | --------------- | --------------------- | -------------- | --------------------------------------- |
| capitale  | Ẏ               | Ẏ                     | U+1E8E         | lettre majuscule latine y point en chef |
| minuscule | ẏ               | ẏ                     | U+1E8F         | lettre minuscule latine y point en chef |

- décomposé (latin de base, diacritiques) :

| formes    | représentations | chaînes de caractères | points de code | descriptions                                        |
| --------- | --------------- | --------------------- | -------------- | --------------------------------------------------- |
| capitale  | Ẏ               | Y◌̇                    | U+0059 U+0307  | lettre majuscule latine y diacritique point en chef |
| minuscule | ẏ               | y◌̇                    | U+0079 U+0307  | lettre minuscule latine y diacritique point en chef |

## Sources
- Richard Pischel, Subhadra Jhā, A grammar of the Prākrit languages, 1999.  (ISBN 978-81-208-1680-0)